# خاویر اومبیدس
خاویر اومبیدس (انگلیسی: Javier Umbides؛ زادهٔ ۹ فوریهٔ ۱۹۸۲) بازیکن فوتبال اهل آرژانتین است.
از باشگاه‌هایی که در آن بازی کرده‌است می‌توان به باشگاه فوتبال آترومیتوس، باشگاه فوتبال آرژانتینوس جونیورز، باشگاه فوتبال آریس سالونیک، و باشگاه فوتبال اردواسپور اشاره کرد.